# Gustave Caillebotte
Gustave Caillebotte, född 19 augusti 1848 i Paris, Frankrike, död 21 februari 1894 i Gennevilliers, var en fransk målare inom impressionismen.
Caillebotte ingick i den impressionistiska kretsen och ställde ut på flera av deras gemensamma utställningar. Han inspirerades särskilt av Claude Monet och är avbildad i Auguste Renoirs berömda målning Roddarnas frukost. Han organiserade den tredje impressionistutställningen 1877 och deltog själv med sex målningar, däribland Le Pont de l'Europe och Parisgata i regn som båda kom att höra till hans mest beundrade och omdiskuterade verk. Trots sitt samarbete med impressionisterna var han i sin stil snarast realistisk och hans målningar utmärks av en tydlig linjeföring. I likhet med bland annat Édouard Manet och Auguste Renoir var hans ambition att avbilda det moderna urbana Paris. 
Caillebotte hade en bättre ekonomisk ställning än de flesta av sina konstnärskamrater, och gav dem ekonomiskt stöd. I gengäld fick han tavlor tillbaka, och byggde tidigt upp en större samling av impressionistisk konst. Hans samling donerades senare till Luxembourgmuseet och är idag utställd på Musée d'Orsay. 

## Bilder

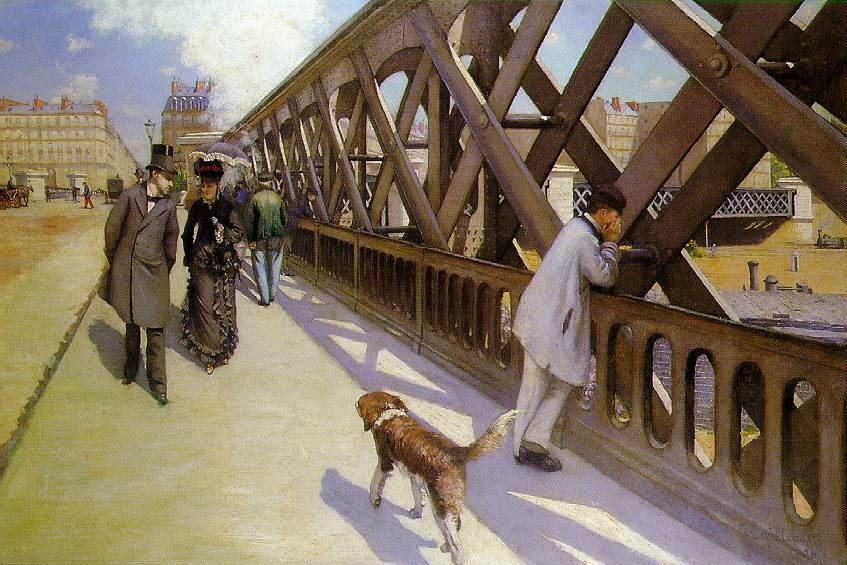
Le Pont de l'Europe (1876).
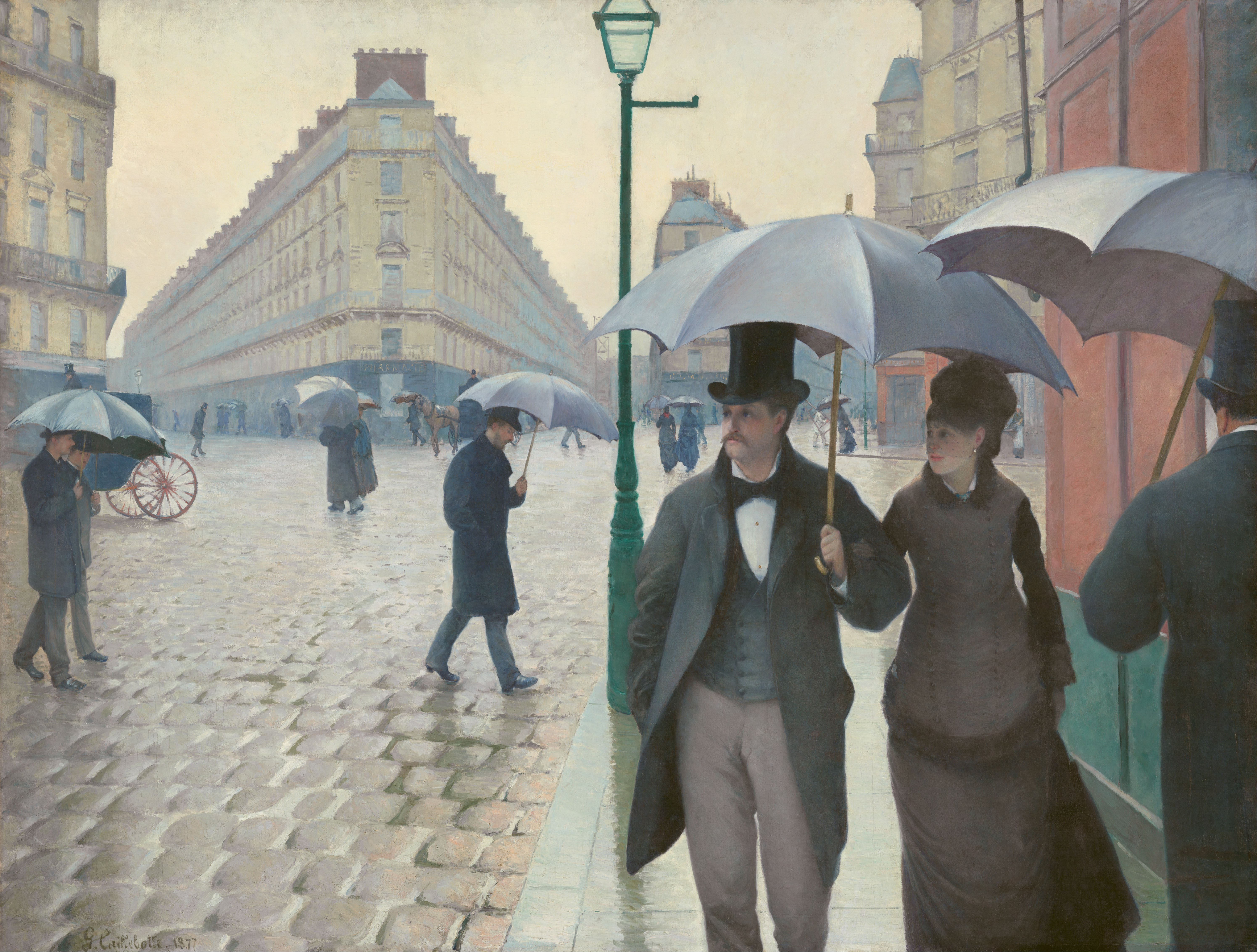
Parisgata i regn (1877).